# Célula convectiva

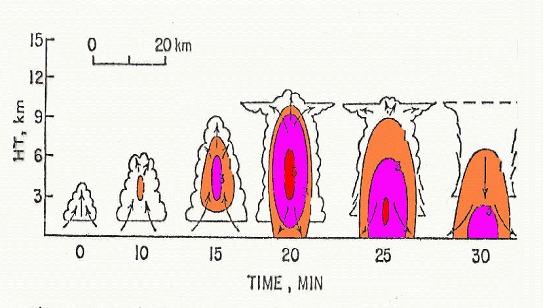
Ciclo de vida de una tormenta monocelular. Los contornos denotan su reflectividad en el radar (cada 10 dBz).

Una célula convectiva, célula de tormenta, tormenta unicelular, tormenta monocelular o tormenta ordinaria es una tormenta pequeña, breve, débil y que puede estar acompañada o no de actividad eléctrica, siendo la unidad más pequeña de un sistema de tormentas, contando con una única corriente ascendente y descendente, organizadas en un bucle convectivo. Estas tormentas, impulsadas comúnmente por el calor en tardes de verano, se desarrollan y disipan en aproximadamente una hora o menos, y pueden generar breves chubascos y relámpagos. En sistemas más complejos, múltiples células pueden interactuar entre sí.

## Características

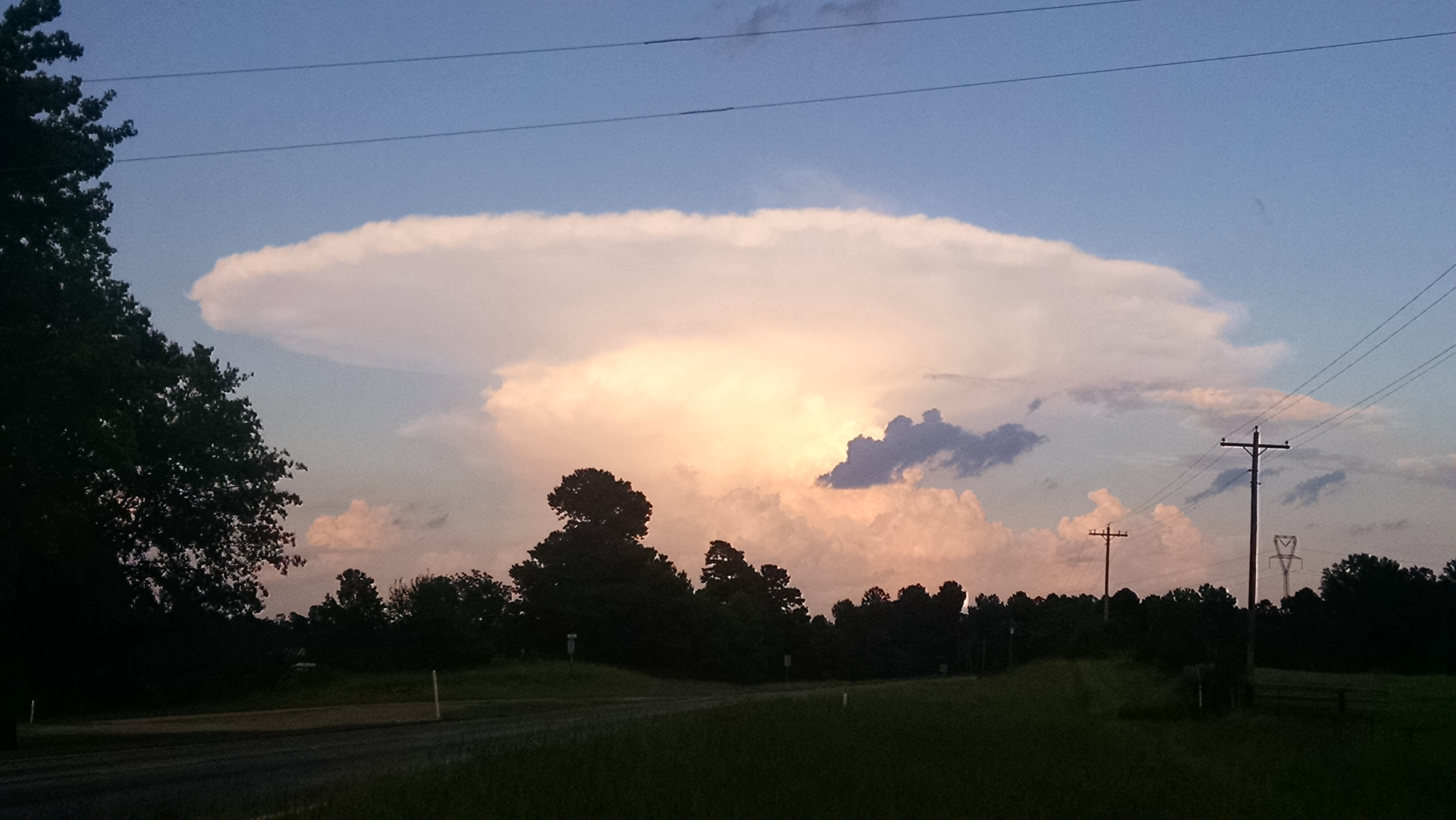
Célula convectiva en un ambiente con nula cizalladura del viento.

En su etapa madura, las células de tormenta consisten en una nube cumulonimbus. Se trata de tormentas de corta duración, caracterizadas por un ciclón de vida de 20 a 60 minutos y pueden extenderse horizontalmente en un diámetro de 5 a 10 kilómetros, lo que las hace relativamente compactas.
Las células de tormenta generalmente se forman por una célula de convección en la atmósfera, es decir, por una masa de aire cálida ascendente impulsada por el calor diurno, pero también pueden formarse en un límite de flujo de salida generado por células anteriores, dando lugar así a tormentas multicelulares o a sistemas convectivos de mesoescala.
Las tormentas unicelulares al formarse en ambientes de nula o baja cizalladura vertical, son de corta duración y no suelen estar acompañadas de tiempo severo y su mayor riesgo son los relámpagos, las intensas precipitaciones que pueden llegar a causar inundaciones repentinas y a veces, pueden precipitar granizo pequeño. En cambio, las tormentas multicelulares, formadas por grupos de células que se desarrollan a lo largo del borde de aire enfriado por la precipitación, pueden persistir varias horas y producir granizo, vientos fuertes y tornados débiles. Por último, las supercélulas son tormentas altamente organizadas formadas en ambientes con intensa cizalladura vertical, contando así con una corriente ascendente rotatoria, la cual las hace capaces de durar más de una hora y generar fenómenos severos como tornados significativos, granizo grande y ráfagas descendentes destructivas.

## Ciclo de vida

Ciclo vital de una tormenta eléctrica unicelular.

El ciclo de vida de una tormenta unicelular, se divide en tres fases distintivas:
- Formación: Dominada por una intensa corriente ascendente que favorece el crecimiento vertical de la nube. A medida que se intensifica, permite la condensación del vapor de agua, formando primero un cúmulo congestus, y luego un cumulonimbus cuando aparecen cristales de hielo en su vértice que se extienden horizontalmente al llegar a la tropopausa. En esta etapa aún no hay precipitación.
- Madurez: Coexistencia de corrientes ascendentes y descendentes, marcando el pico de actividad con los fenómenos más intensos.
- Disipación: Predominio de la corriente descendente, que interrumpe el suministro de aire cálido, llevando al colapso de la tormenta en un lapso de 10 a 20 minutos tras su madurez.